# Noah Bowman
Noah Bowman (* 8. Mai 1992 in Calgary) ist ein kanadischer Freestyle-Skier. Er startet in der Disziplin Halfpipe.

## Werdegang
Bowman debütierte im Freestyle-Skiing-Weltcup im Januar 2009 in Les Contamines und belegte dabei den 19. Rang. Seit der Saison 2009/10 nimmt er ebenfalls an Wettbewerben der AFP World Tour teil. Dabei erreichte er im August 2010 mit dem dritten Rang bei den New Zealand Freeski Open in Cardrona seine erste Podestplatzierung. Im selben Monat wurde er in Cardrona Juniorenweltmeister. Bei den Freestyle-Skiing-Weltmeisterschaften 2011 in Park City belegte er den 11. Platz. In der Saison 2011/12, die er auf den vierten Rang im Halfpipe-Weltcup beendete, kam er beim US Grand Prix und Weltcup in Mammoth auf den zweiten Rang. Bei den Winter-X-Games 2012 in Aspen gewann er die Silbermedaille. Im März 2013 erreichte er bei den Freestyle-Skiing-Weltmeisterschaften 2013 in Voss den zehnten Platz. Im selben Monat kam er beim in Sierra Nevada auf den dritten Rang. In der Saison 2013/14 kam er beim Weltcup in Calgary auf den zweiten Platz. Bei seiner ersten Olympiateilnahme 2014 in Sotschi wurde er Fünfter im erstmals ausgetragenen Halfpipe-Wettbewerb.
Bei den Winter-X-Games 2017 in Aspen gewann er die Bronzemedaille auf der Superpipe. Im März 2017 wurde er bei den Freestyle-Skiing-Weltmeisterschaften in Sierra Nevada Sechster. In der Saison 2017/18 kam er in Copper Mountain auf den zweiten und Tignes auf den ersten Platz und belegte damit den 18. Platz im Gesamtweltcup und den dritten Rang im Halfpipe-Weltcup. Bei den Winter-X-Games 2018 in Aspen wurde er Sechster und bei den Olympischen Winterspielen 2018 in Pyeongchang Fünfter. Im folgenden Jahr gewann er bei den Weltmeisterschaften in Park City die Bronzemedaille und wurde bei den Winter-X-Games Sechster. In der Saison 2019/20 errang er mit zwei zweiten Plätzen und je einen dritten und ersten Platz, jeweils den zweiten Platz im Gesamtweltcup und Halfpipe-Weltcup. Bei den Winter-X-Games 2020 belegte er den achten Platz.

## Erfolge

### Olympische Spiele
- Sotschi 2014: 5. Halfpipe
- Pyeongchang 2018: 5. Halfpipe

### Weltmeisterschaften
- Park City 2011: 11. Halfpipe
- Oslo 2013: 10. Halfpipe
- Sierra Nevada 2017: 6. Halfpipe
- Park City 2019: 3. Halfpipe
- Aspen 2021: 9. Halfpipe

### Weltcupsiege
Bowman errang bisher 11 Podestplätze im Weltcup, davon zwei Siege:
| Datum             | Ort                  | Land                | Disziplin |
| ----------------- | -------------------- | ------------------- | --------- |
| 22. März 2018     | Tignes               | Frankreich          | Halfpipe  |
| 21. Dezember 2019 | Secret Garden Resort | Volksrepublik China | Halfpipe  |

### Weltcupwertungen
| Saison  | Gesamt | Gesamt | Park & Pipe | Park & Pipe | Halfpipe | Halfpipe |
| Saison  | Platz  | Punkte | Platz       | Punkte      | Platz    | Punkte   |
| ------- | ------ | ------ | ----------- | ----------- | -------- | -------- |
| 2008/09 | 111.   | 6      | -           | -           | 20.      | 32       |
| 2009/10 | -      | -      | -           | -           | -        | -        |
| 2010/11 | 66.    | 14     | -           | -           | 10.      | 68       |
| 2011/12 | 59.    | 16     | -           | -           | 4.       | 80       |
| 2012/13 | 42.    | 24     | -           | -           | 10.      | 116      |
| 2013/14 | 37.    | 25     | -           | -           | 6.       | 125      |
| 2014/15 | 113.   | 7      | -           | -           | 16.      | 36       |
| 2015/16 | 85.    | 15,8   | -           | -           | 11.      | 79       |
| 2016/17 | 54.    | 23,6   | -           | -           | 8.       | 118      |
| 2017/18 | 18.    | 38,33  | -           | -           | 3.       | 230      |
| 2018/19 | 42.    | 24,8   | -           | -           | 7.       | 124      |
| 2019/20 | 2.     | 72     | -           | -           | 2.       | 320      |
| 2020/21 | -      | -      | 33.         | 36          | 7.       | 36       |

### Winter-X-Games
- Winter-X-Games 2012: 2. Halfpipe
- Winter-X-Games 2015: 6. Halfpipe
- Winter-X-Games 2017: 3. Halfpipe
- Winter-X-Games 2018: 6. Halfpipe
- Winter-X-Games 2019: 6. Halfpipe
- Winter-X-Games 2020: 8. Halfpipe
- Winter-X-Games 2021: 8. Halfpipe
- Winter-X-Games 2022: 4. Halfpipe